# Excipula chaetostroma
Excipula chaetostroma är en svampart som beskrevs av Berk. & Broome 1850. Excipula chaetostroma ingår i släktet Excipula, ordningen disksvampar, klassen Leotiomycetes, divisionen sporsäcksvampar och riket svampar.   Inga underarter finns listade i Catalogue of Life.